# Carpoolen
Carpoolen of autopoolen is het deelgebruik van de auto, voornamelijk voor het woon-werkverkeer. Het verdelen van de autokosten over de inzittenden is een belangrijk kostenvoordeel. In België bestaat bovendien een fiscaal voordeel voor carpoolen.

## Geschiedenis
Carpoolen,  autopoolen genoemd, werd populair bij de oliecrisis van 1973. Eerder al, tijdens de Tweede Wereldoorlog, werd het in de Verenigde Staten gebruikt als rantsoeneringsmiddel. De komst van mobiele telefoons en het internet heeft gezorgd voor vergemakkelijking, en daarmee een groei, van het carpoolen. In Europa hebben onder meer de Nederlandse en Belgische overheden de afgelopen jaren vele carpoolplaatsen langs de wegen aangelegd. Ook werden aanvankelijk rijstroken aangelegd enkel bedoeld voor carpoolers maar deze optie is inmiddels verlaten. Een voorbeeld hiervan in Nederland was de wisselstrook op de A1 die oorspronkelijk bedoeld was als carpoolstrook. Carpoolplaatsen zijn te herkennen aan het bord E13, zoals op de foto rechts.

## Doelstellingen en methoden

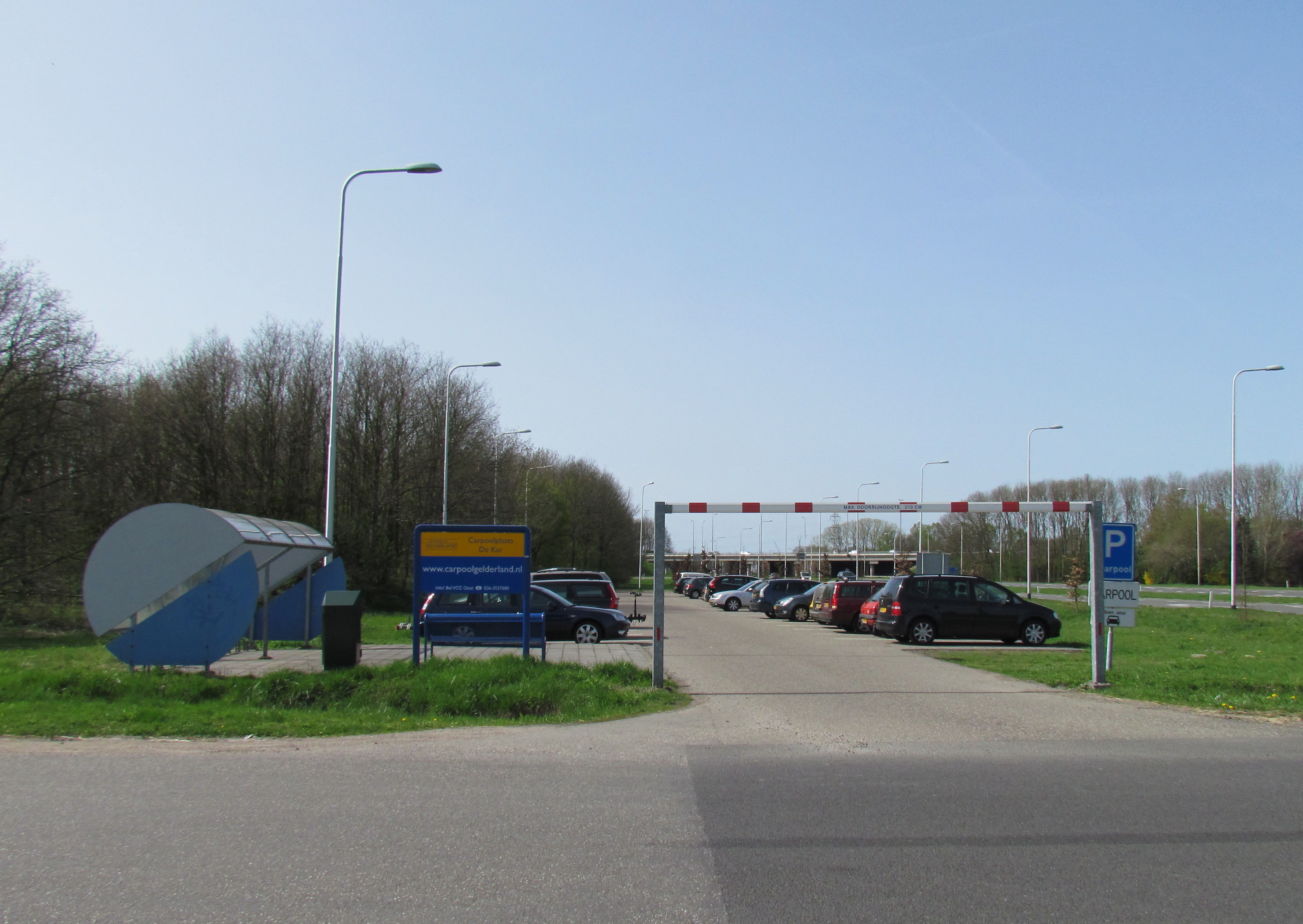
Carpoolplaats langs de A1 bij Apeldoorn, Nederland

Carpoolen wordt ook vaak gezien als een oplossing voor het fileprobleem. Ook worden voordelen voor het milieu genoemd, omdat er minder uitstoot van broeikasgassen plaatsvindt door het delen van afgelegde kilometers. In zowel België als in Nederland zijn er verschillende non-profit organisaties en websites om een carpoolafspraak te maken. In Nederland bestaat Toogethr en Wegmetfiles. In Vlaanderen bestaat Carpool, een dienst van Mpact (het vroegere Taxistop).